# Balonové hedvábí
Balonové hedvábí, zvané také padákové (angl.: parachute silk, něm.: Ballonseide) je obchodní označení pro velmi lehkou, hustou tkaninu v plátnové vazbě z přírodního hedvábí nebo ze syntetických filamentů.
Tkaniny se často opatřují hydrofobní úpravou nebo crashovým efektem  
Používají se zejména pro oděvy na sport a volný čas. 
Balonové pláště = baloňáky (české označení pro trenčkot ) byly po několik desetiletí asi až do konce 20. století oblíbené v pánském i dámském odívání.
Balonový ryps je bavlnářská tkanina s vyšší hmotností a s tužším omakem. Vyrábí se z česaných přízí v plátnové vazbě s hustou osnovou a s poloviční dostavou v útku. Na povrchu tkaniny je viditelné jemné příčné žebrování, obvykle je opatřena hydrofobní úpravou.

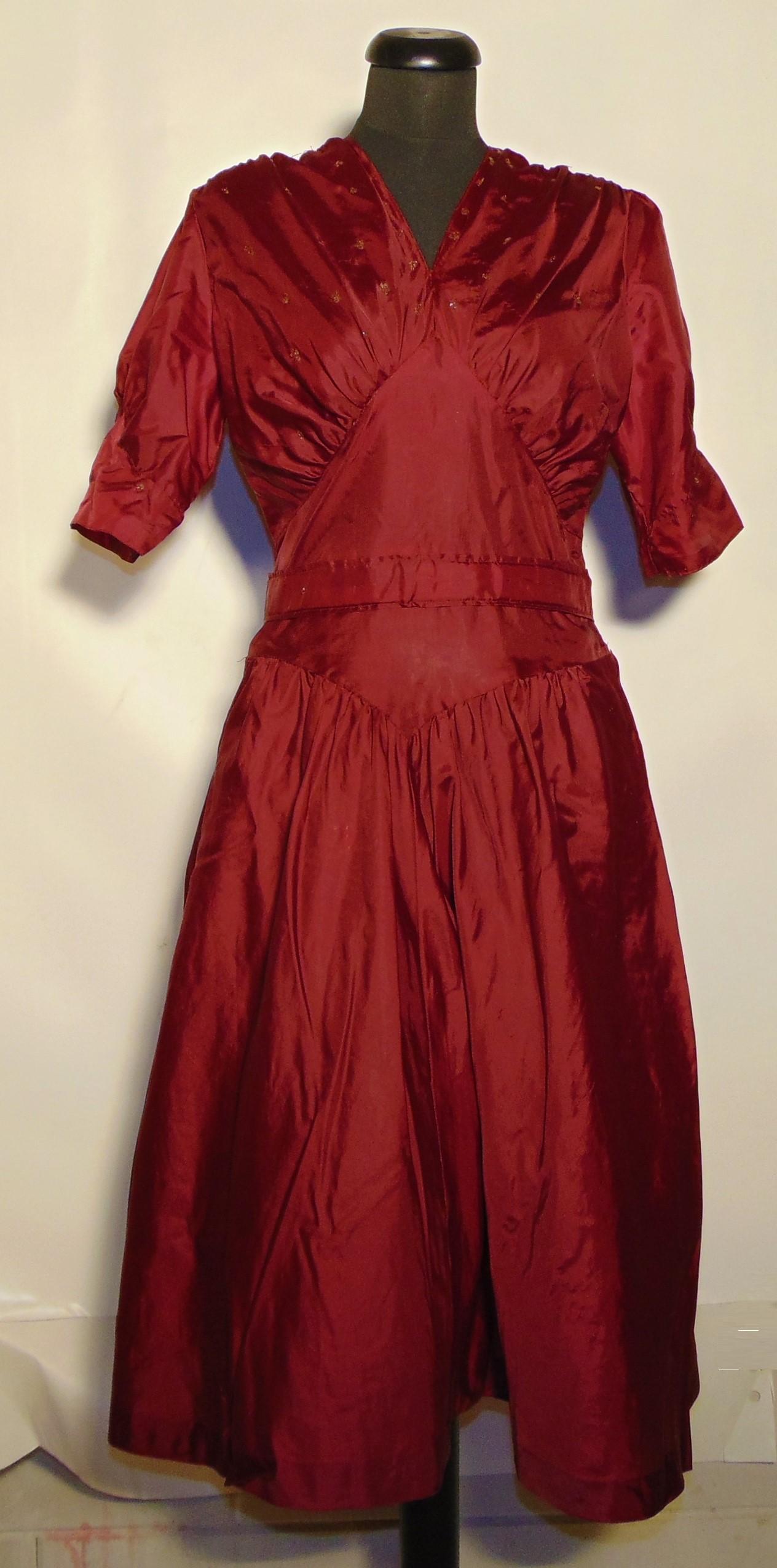
Šaty z roku 1944/45 z přebarvené tkaniny původně určené na padáky (nizozemské Vrijheids Museum)
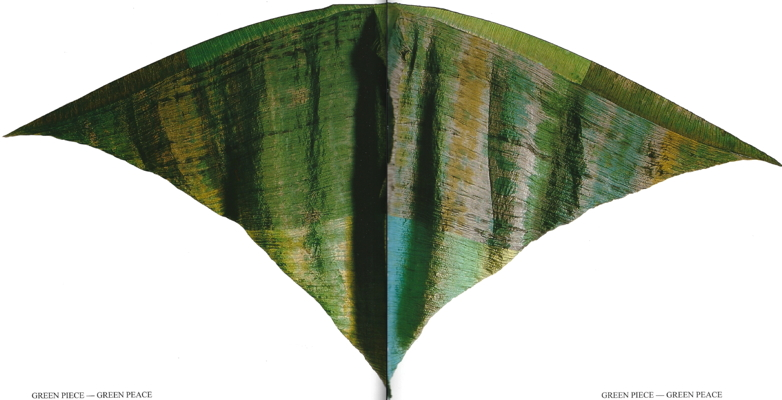
Malba na zkadeřeném balonovém hedvábí (Švýcarsko 1994)
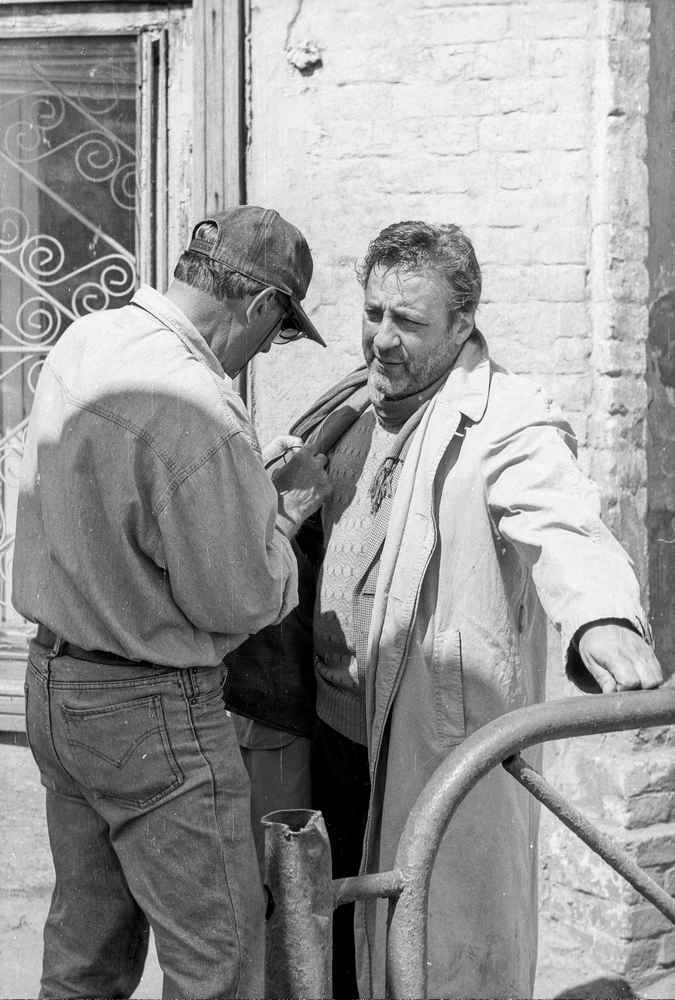
Baloňák v ruském filmu (1997)
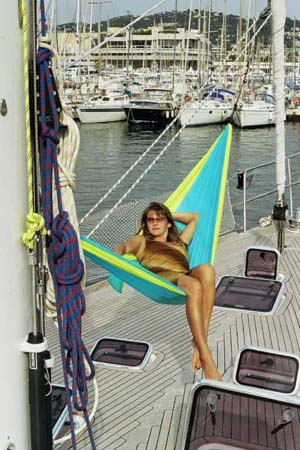
Houpačka z balonového hedvábí